# Памятник труженикам тыла и детям войны (Менделеевск)
Памятник труженикам тыла и детям войны (полное название Памятник труженикам тыла, вдовам и детям войны) — памятник в городе Менделеевске Республики Татарстан.
Монумент высотой около трёх метров был открыт в июне 2018 года, установлен в центре города на Аллее Героев. На торжественной церемонии открытия присутствовали почётные гости — ветераны и дети войны. Участие в мероприятии принял глава Менделеевского района Валерий Чершинцев.
Памятник стал данью жителей города и района сельским труженикам, подросткам и старикам, которые не покладая рук, трудились в тылу ради победы в Великой Отечественной войне. На его строительство общими усилиями жителей было собрано более 700 тысяч рублей. Идея установить такой памятник появилась в 2017 году по инициативе местного Совета ветеранов войны и труда.
На постаменте, отделанном гранитными плитами тёмно-коричневого цвета, установлена скульптурная группа: женщина с серпом, пожилой мужчина с гаечным ключом и босой мальчик, держащий в руках корзинку с едой. На лицевой стороне постамента две мемориальные доски, на которых на русском и татарском языках написано: «Труженикам тыла, вдовам, детям войны». Автор мемориала — художник Вадим Ихсанов из Набережных Челнов.